# Edicte de Fontainebleau

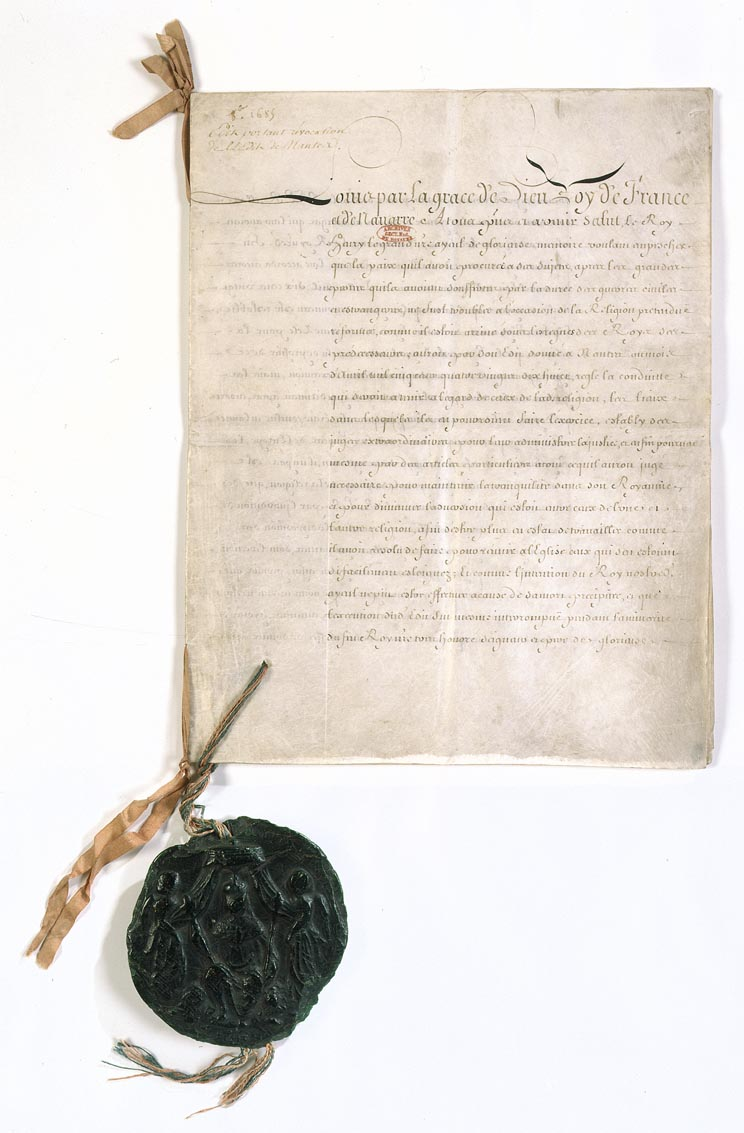
Edicte de Fontainebleau

L'edicte de Fontainebleau, també conegut com a revocació de l'edicte de Nantes, fou un edicte promulgat per Lluís XIV de França el 18 d'octubre de 1685, segons el qual només era legal a França la pràctica de la religió catòlica. L'edicte en derogava un altre anterior, l'edicte de Nantes, que havia garantit als hugonots la pràctica de la seva religió sense que fossin perseguits per l'estat. L'edicte va ordenar la destrucció de les esglésies dels hugonots i el tancament de les escoles protestants. Oficialitzà una persecució que havia començat el 1681 amb la Dragonada, nom amb el qual es va conèixer la política repressiva impulsada pel rei amb la intenció d'obligar els hugonots a convertir-se al catolicisme.
Es creu que potser Mme de Maintenon va ser una de les causants d'aquest canvi del monarca, al principi del seu regnat, va acceptar la pràctica i convivència tant de protestants com de catòlics, però la fe catòlica de la seva segona esposa va coincidir amb aquest canvi en la política religiosa de Lluís XIV.
Pot ser també, que la idea de Lluís XIV fos que els protestants anessin convertint-se al catolicisme gradualment però, veient que això no va ser d'aquesta manera va impulsar una política més estricta.
Al principi van iniciar la censura, però cap a 1680 van afegir un conjunt de decrets a l'Edicte de Nantes amb prohibicions i restriccions més series. La creació de l'Edicte de Fontainebleau va suposar la revocació total del de Nantes, i la persecució d'aquells que practicaven cultes considerats heretgies.

## Conseqüències de l'Edicte de Fontainebleau
La tolerància guanyada amb l'Edicte de Nantes, fou perduda arran la creació d'aquest nou edicte, mancat totalment de tolerància religiosa i llibertat. Es creu que el nombre d'hugonots que van quedar a França després de l'Edicte de Fontainebleau i la posterior persecució van ser 1.000-1.500 d'un total de 800.000-900.000. La fugida va ser massiva, milers d'hugonots van buscar acollida a països com Suïssa, Suècia, Prússia o Dinamarca, entre d'altres.
Els hugonots eren individus que es dedicaven a tasques de molta diversa tipologia, per tant, la marxa d'aproximadament un milió d'hugonots va suposar també la pèrdua de milers d'artesans coneixedors de moltes tècniques del treball de les plaques de vidre, la plata, la seda i la joieria.

## Fi de la intolerància religiosa
No va ser fins a la successió de Lluís XIV pel seu fill, Lluís XV de França que l'esperit persecutor de les heretgies no va calmar-se, donant pas a un període de més tolerància i pau.
El segle xviii va portar diversos canvis, intel·lectuals del moment van iniciar una sèrie d'obres defensores de la tolerància religiosa, creades per a fomentar la convivència i desfer-se d'antics conflictes religiosos. Tot i això, no va ser fins a les acaballes d'aquest segle què es va signar el 7 de novembre el Decret de Versailles, o “Edicte de la Tolerància”. Aquest Edicte fou creat per Lluís XVI de França l'any 1787 per oferir la llibertat religiosa que havia perdut el seu país. El 29 de gener de l'any posterior, tots aquells ordes religiosos considerats heretges (hugonots, luterans, calvinistes o jueus) es van acceptar dins dels límits francesos.
El Decret de Versailles va permetre: 
- Reconeixement civil i legal dels seguidors.
- Dret a formar congregacions obertament.
- Llibertat religiosa (parcial).
- Desaparició de les lluites religioses imperants.

Haurien d'esperar encara dos anys més perquè la llibertat religiosa fos completa, que arribaria amb la promulgació de la Declaració dels Drets de l'Home i del Ciutadà el 1789.